# Juha Lind
Juha Petteri Lind (* 2. Januar 1974 in Helsinki) ist ein ehemaliger finnischer Eishockeyspieler, der in seiner aktiven Zeit von 1992 bis 2010 unter anderem für die Dallas Stars und Montréal Canadiens in der National Hockey League gespielt hat.

## Karriere

### National
Juha Lind begann seine Karriere als Eishockeyspieler in der Jugend von Jokerit Helsinki, für dessen Profimannschaft er zunächst von 1992 bis 1997 in der SM-liiga aktiv war. In dieser Zeit gewann er mit dem Team 1994 und 1996 jeweils die Meisterschaft, sowie 1995 und 1996 den Europapokal. Zudem wurde der Angreifer 1995 mit Jokerit Vizemeister und erreichte 1993 den dritten Platz im Europapokal. In dieser Zeit wurde Lind außerdem im NHL Entry Draft 1992 in der achten Runde als insgesamt 178. Spieler von den Minnesota North Stars ausgewählt.
Diese gaben die Rechte am Spieler im folgenden Jahr an ihr Nachfolgeteam, die Dallas Stars, ab, für die Lind in der Saison 1997/98 sein Debüt in der National Hockey League gab. Zudem kam er in dieser Spielzeit auf acht Einsätze für deren Farmteam, die Michigan K-Wings aus der International Hockey League. Für die Spielzeit 1998/99 kehrte der Linksschütze zu Jokerit zurück. Nachdem der Finne die Saison 1999/00 zunächst bei den Dallas Stars begonnen hatte, wurde er im Laufe der Spielzeit an die Montréal Canadiens abgegeben, für die er die folgenden eineinhalb Jahre in der NHL auf dem Eis stand.
Im Sommer 2001 unterschrieb Lind einen Vertrag bei Södertälje SK aus der schwedischen Elitserien, für den er insgesamt drei Jahre lang aktiv war. Anschließend spielte er erneut eine Saison lang für Jokerit, ehe er von 2005 bis 2007 erneut im europäischen Ausland unter Vertrag stand, wo er mit dem EC Red Bull Salzburg in der Saison 2006/07 die Österreichische Meisterschaft gewann. Auch in der Saison 2007/08 blieb der Flügelspieler im Ausland, als er für Leksands IF in der HockeyAllsvenskan, der zweiten schwedischen Liga, spielte. Von 2008 bis 2010 stand Lind zum vierten und letzten Mal für Jokerit Helsinki in der SM-liiga auf dem Eis. Anschließend beendete er im Alter von 36 Jahren seine Karriere.

### International
Für Finnland nahm Lind an der U20-Junioren-Weltmeisterschaft 1994, sowie den Weltmeisterschaften 1997, 1999, 2000, 2001 und 2002 teil. Des Weiteren stand er im Aufgebot Finnlands bei den Olympischen Winterspielen 1998 in Nagano und 2002 in Salt Lake City.

## Erfolge und Auszeichnungen

### National
| - 1993 3. Platz beim Europapokal mit Jokerit Helsinki - 1994 Finnischer Meister mit Jokerit Helsinki - 1994 Jarmo Wasaman muistopalkinto (Bester Rookie der SM-liiga) - 1995 Gewinn des Europapokals mit Jokerit Helsinki - 1995 Finnischer Vizemeister mit Jokerit Helsinki | - 1996 Gewinn des Europapokals mit Jokerit Helsinki - 1996 Finnischer Meister mit Jokerit Helsinki - 1997 Finnischer Meister mit Jokerit Helsinki - 2007 Österreichischer Meister mit dem EC Red Bull Salzburg - 2012 Aufnahme in die Finnische Eishockey-Ruhmeshalle |

### International
- 1998 Bronzemedaille bei den Olympischen Winterspielen
- 1999 Silbermedaille bei der Weltmeisterschaft
- 2000 Bronzemedaille bei der Weltmeisterschaft
- 2001 Silbermedaille bei der Weltmeisterschaft

## Trivia
- Juhas Vater, Arvi Lind, ist ein finnischer Nachrichtensprecher.